# Бондаренко, Михаил Григорьевич
Михаил Григорьевич Бондаренко (1912, Синява, Киевская губерния — 8 ноября 1943, Керченский пролив) — капитан-лейтенант Рабоче-крестьянского Красного Флота, участник Великой Отечественной войны, Герой Советского Союза (1944).

## Биография
Родился в 1912 году в селе Синява (ныне — Ракитнянский район Киевской области Украины) в крестьянской семье. В 1933 году был призван на службу в Рабоче-крестьянский Красный Флот. Окончил Высшее военно-морское училище, служил военпредом на заводе "Гидроприбор" в пос. Орджоникидзе, окончил Высшие специальные курсы командного состава ВМФ. В 1939 году вступил в ВКП(б). С начала Великой Отечественной войны на её фронтах. Участвовал в обороне Одессы и Севастополя, Новороссийской и Керченско-Эльтигенской операциях. К ноябрю 1943 года будучи капитан-лейтенантом командовал 9-м дивизионом катеров-тральщиков Охраны водного района главной базы Черноморского флота СССР.
В ночь на 8 ноября 1943 года во время прорыва к плацдарму на Керченском полуострове в районе посёлка Эльтиген дважды обеспечил проход своего отряда к крымскому берегу. При возвращении в базу катер  СКА-0122 (МО-2), на котором находился Михаил Бондаренко, был атакован группой из 5 немецких катеров-тральщиков типа R, получив попадание загорелся и затонул. Экипаж не покинул горящий катер, продолжая до самого конца обороняться.
Из книги историка флота А.Кузнецова «Большой десант. Керченско-Эльтигенская операция» о героической гибели СКА-0122:

«На ЗK-023, с которого должен был управлять высадкой Бондаренко, открылась течь. Бондаренко вернулся в Кротков и в 03:15 перешел на СКА-0122. Этот катер загрузился для второго за ночь рейса и одновременно с КАТЩ-0211 и ДБ-7 вышел к Эльтигену. Тем временем тендер № 55 закончил прием 70 раненых и пленных на плацдарме и направился в Кротков. В полутора милях от крымского берега он встретил СКА-0122. Бондаренко принял раненых и пленных с тендера, пересадил на него десантников и повернул в базу. Однако вскоре его настигла пятерка раумботов. Бондаренко в 03:50 успел доложить, что десант высажен. Около 4 часов ночи посты СНиС наблюдали бой одинокого «охотника» с несколькими вражескими катерами. Огонь нашего катера постепенно ослабевал, а через некоторое время он взорвался. Из команды и 70 человек, принятых с тендера, не спасся никто…».

Указом Президиума Верховного Совета СССР «О присвоении звания Героя Советского Союза офицерскому, старшинскому и рядовому составу Военно-Морского флота» от 22 января 1944 года за «форсирование Керченского пролива, высадку десантных войск и переброску техники на Керченский полуостров и проявленные при этом отвагу и геройство» был удостоен посмертно высокого звания Героя Советского Союза. 
Также был награждён орденами Ленина, Красного Знамени, Красной Звезды, медалью «За оборону Севастополя». 
Память
В его честь назван буксир Днепровского пароходства. 
- В Туапсе установлен памятник Михаилу Бондаренко[1].
- Именем Героя Советского Союза М. Г. Бондаренко названа улица в пос. Орджоникидзе